# Linda Tripp
Linda Rose Tripp nata Carotenuto (Jersey City, 24 novembre 1949 – Middleburg, 8 aprile 2020) è stata una funzionaria statunitense nota per il suo coinvolgimento nello scandalo Clinton-Lewinsky del 1998, la vicenda politico-sessuale che coinvolse il presidente degli Stati Uniti d'America Bill Clinton e che portò poi all'impeachment.

## La vicenda
Linda Tripp registrò le telefonate di Monica Lewinsky in cui quest'ultima le forniva dettagli sulla sua relazione con il presidente. Quando nel 1998 la giornalista Paula Jones accusò Clinton di averla molestata sessualmente nel periodo in cui questi era governatore dell'Arkansas, Linda Tripp decise di consegnare i nastri delle telefonate a Ken Starr, che indagava sui comportamenti di Bill Clinton.
Linda Tripp affermò di avere registrato le telefonate e poi consegnato i nastri per motivazioni patriottiche e morali, oltre a voler evitare alla sua amica e collega Monica Lewinsky ulteriori conseguenze dannose derivanti dal suo coinvolgimento sentimentale con Clinton. Il suo contributo alle accuse contro quest'ultimo le evitò di essere incriminata per intercettazioni telefoniche operate illegalmente.
Morta di tumore del pancreas nel 2020, è tra i protagonisti di Impeachment, terza stagione della serie televisiva antologica American Crime Story.